# Haus Ithaka

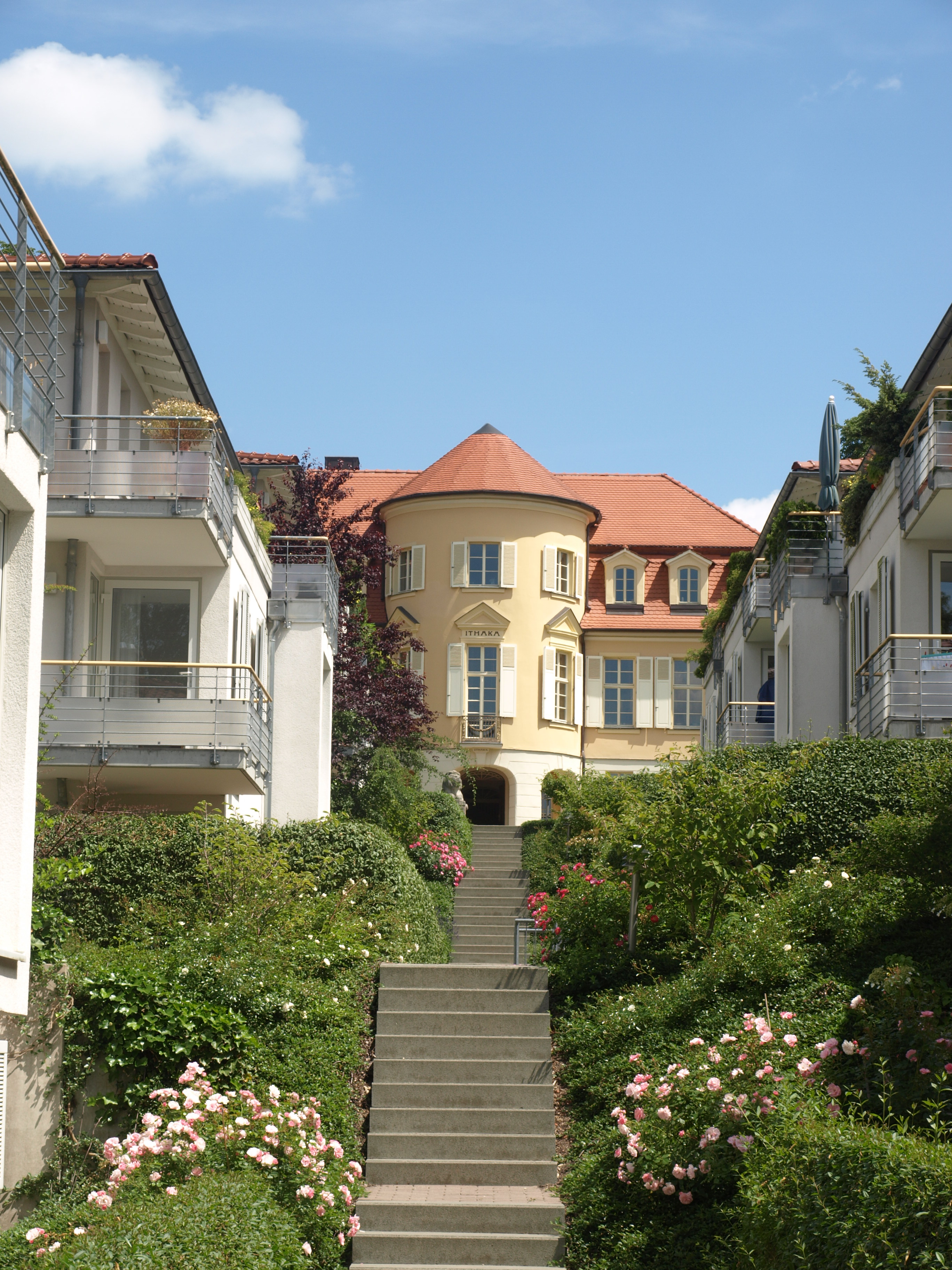
Haus Ithaka hinter Neubau-Stadtvillen

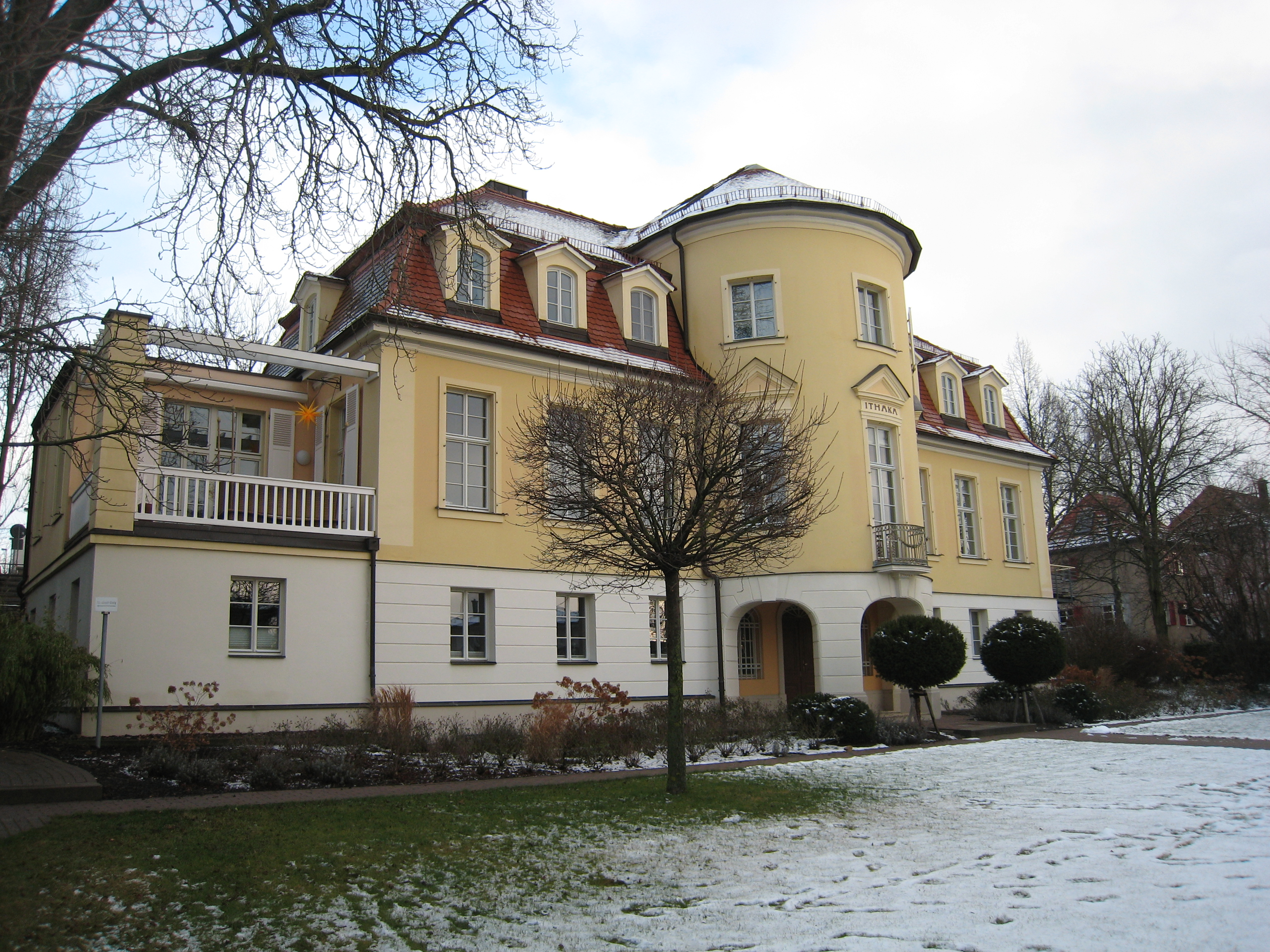
Fassade

Das Haus Ithaka oder die Villa Ithaka ist eine neobarocke Villa in Weimar, die Am Horn 25 oberhalb des Osthanges des Parks an der Ilm in der Parkvorstadt liegt. Das Haus wurde vom Architekten Paul Schultze-Naumburg 1906/07 für den Schriftsteller und Diplomaten Ernst von Wildenbruch (1845–1909) entworfen. 
Der Architekt hatte Ernst von Wildenbruch schon 1903 kennengelernt, und beide verwirklichten mehrere Projekte gemeinsam. So entwarf Schultze-Naumburg auch das Grabmal des Dichters mit dorischen Säulen, das sich auf dem Historischen Friedhof befindet. Im Jahr 1907 zog Ernst von Wildenbruch nach Weimar und in das Haus Ithaka, nachdem er bereits seit 1892 regelmäßig mehrere Monate im Jahr in Weimar verbracht hatte. Für Wildenbruch war diese Benennung wohl auch eine Reminiszenz an eine Reise nach Griechenland, insbesondere Athen. 
Die Villa gehörte zu Beginn des 20. Jahrhunderts zu den modernsten Wohnbauten in Weimar; der Historiker Willi Oberkrome zählt sie zu Schultze-Naumburgs „berühmten Bauten“ und sieht sie als eines der „Embleme neuerer deutscher Architektur“. Nachdem Ernst von Wildenbruch 1909 gestorben war, lebte seine Witwe dort bis zu ihrem Tod 1920. Ein Dichtermuseum, wie einmal angedacht, wurde nicht darin eingerichtet. Stattdessen ging das Haus in städtische Trägerschaft über und wurde zwischen 1928 und 1990 u. a. als Krankenhaus bzw. Kinderheim genutzt. In den Jahren 1922 bis 1928 lebte der Komponist Eduard Bornschein im Haus Ithaka. Eine Bewohnerin war zeitweise auch die Schriftstellerin Juliane Karwath.
Das Haus Ithaka sollte einen freien Blick auf den Park ermöglichen, was heute wegen der Gebäude nicht mehr möglich ist, die nach der Veräußerung des Grundstücks durch die Stadt an einen Projektentwickler 1997 „in üblicher Investorenarchitektur“ unterhalb der Villa errichtet wurden.

## Haus Ithaka in Graal-Müritz
Rudolf Presber schrieb einen Roman unter dem Titel Haus Ithaka, der 1926 in Stuttgart erschien. Damit ist jedoch nicht die Weimarer Villa, sondern Presbers Sommerhaus in der Fritz-Reuter-Straße 17 in Graal-Müritz gemeint, das er 1922 erworben hatte. Heute befindet sich dort die Bäderbibliothek des Ostseebads. Baulich hat es eine auffallende Ähnlichkeit mit dem Weimarer Haus Ithaka.